# Conoculus
Conoculus is een geslacht van hooiwagens uit de familie Triaenonychidae.
De wetenschappelijke naam Conoculus is voor het eerst geldig gepubliceerd door Forster in 1949. 

## Soorten
Conoculus is monotypisch en omvat slechts de volgende soort:
- Conoculus asperus